# Matsés
El matsés també anomenat mayoruna al Brasil, és una llengua ameríndia que fan servir els habitants de les regions a la frontera entre el Brasil i el Perú. Maypruna és un terme d'origen quítxua, de mayu (riu) i runa (persones). Els colonitzadors i missioners durant el segle XVII van utilitzar aquest terme per fer referència als pobles indígenes que van ocupar la regió inferior del riu Ucayali, l’alt Solimões (trams superiors del riu Amazones al Brasil) i Vale do Javari (la més gran de les 
terres indígenes del Brasil que limiten amb Perú). Les comunitats mayoruna es troben al llarg de la conca del riu Yavarí de l'Amazones, que dibuixa els límits entre Brasil i Perú, d'aquí el terme gent de riu. És important assenyalar que aquest terme era utilitzat prèviament pels jesuïtes per referir-se als habitants d’aquesta zona, però no és formalment una paraula en llengua matsés. La llengua és vigorosa i el parlen tots els grups d’edat de les comunitats matsés. A les comunitats matsés també es parlen diverses altres llengües indígenes que han estat capturades de tribus veïnes i es produeix una barreja de les llengües. Els dialectes són el matsés peruà, el matsés brasiler i l'extint Paud Usunkid.

## Nombre de parlants i nivell de perill
Segons investigacions recollides el 2003, Fleck afirma que la llengua matsés és parlada per aproximadament 2000-2200 amerindis, des que foren contactats el 1969 (Fleck, 2003, ii). Al Brasil, els matsés habiten la terra indígena de la Vall del Yavarí (TIJ) que cobreix 8.519.800 hectàrees de terreny. La terra es distribueix en vuit comunitats que es troben majoritàriament dins de les fronteres de la TIJ. Segons un cens més recent del 2007, la població matsés al Brasil va arribar a un total de 1.143 persones. Mentrestant, el 1998, Perú reconeix que la població matsés ha arribat a un total de 1.314 persones. És molt comú que les famílies Matses del grup pano septentrional es desplacin entre pobles, fins i tot creuant les fronteres. Com a resultat, es fa difícil establir dades fiables per a les poblacions matsés al Brasil i al Perú. Actualment, la població matsés al Brasil s’identifica com a monolingüe, on la majoria dels nens de les comunitats matsés es nodreixen i s’ensenyen exclusivament en la llengua indígena. Per aquest motiu, el nivell de perill d’aquest idioma és relativament baix. L'Institut Socioambiental afirma: "Només aquelles persones que han treballat o estudiat a les ciutats peruanes o brasileres dels voltants parlen amb fluïdesa el portuguès o l'espanyol". Per tant, aquest és un gran indicador que la llengua es mantindrà al llarg de generacions.

## Fonologia
El matsés té 21 segments distintius: 15 consonants i 6 vocals. Juntament amb aquestes vocals i consonants, l'accentuació contrastiva també forma part de l'inventari de fonemes. Els gràfics següents contenen les consonants i vocals de la llengua, així com els seus principals al·lòfons que s’indiquen entre parèntesis.

### Vocals
El sistema vocàlic matsés és peculiar perquè no hi ha cap vocal arrodonida. Les dues vocals posteriors s'han de representar amb precisió com a [ɯ] i [ɤ] però la convenció consisteix a transcriure-les amb ⟨u⟩ i ⟨o⟩.
|                | Frontal | Central | Posterior |
| -------------- | ------- | ------- | --------- |
| Tancada (alta) | i       | ɨ       | u [ɯ]     |
| Mitjana        | ɛ       |         | o [ɤ]     |
| Oberta (baixa) |         | ɑ       |           |

### Consonants
Les consonants del Matsés segons (Fleck, 2003, p. 72)
| Consonants | labial | alveolar | Retroflexa | Palatal | Velar | Glotal |
| ---------- | ------ | -------- | ---------- | ------- | ----- | ------ |
| Oclusiva   | p b    | t d      |            |         | k     | (ʔ)    |
| Fricativa  |        | s        | ʂ          | ʃ       |       |        |
| Africades  |        | ts       | tʂ         | tʃ      |       |        |
| Nasal      | m      | n        |            |         | (ŋ)   |        |
| Aproximant | w      |          |            | j       |       |        |
| Bategant   |        |          | ɾ          |         |       |        |

(Fleck, 2003, p. 72)